# Xu Haofeng
Xu Haofeng (xinès simplificat: 徐浩峰) (Pequín 1973 -) escriptor, guionista i director de cinema xinès. Un dels representants més eminents de la literatura wuxia,però que ha assolit un notable nivell de fama gràcies al cinema.

## Biografia
Xu Haofeng va néixer el 16 de març de 1972 a Pequín (Xina). Primer va estudiar belles arts, i als catorze anys va començar a aprendre arts marcials, com Xing Yi Quan. Com no tenia talent per la pintura, amb el seu amic i futur director Wang Yuelun, van decidir ingressar a la secció de direcció de l'Acadèmia de Cinema de Pequín.
A l'escola primària va començar la seva afició per llegir novel·les d'arts marcials d'autors com Jing Yong i Gu Long.
Després d'acabar els estudis va fer de professor a l'Acadèmia i no va començar a dirigir fins a l'any 2011. En una entrevista explica els seus motius:
"Els professors de l'escola de cinema són la quarta generació de directors. Després de la graduació, surts al món i aprens abans de crear. Durant aquest període vaig escriure novel·les i vaig fer entrevistes per ajudar-me a observar la societat i persones de diferents comunitats. Molts joves senten que necessiten fer una pel·lícula just després de l'escola. S'ha convertit en un estàndard per avaluar l'èxit que tens. Aquesta impaciència no és bona. La generació més gran va passar temps observant i descobrint què fer, això era part del procés creatiu. Vaig aprofitar aquests 10 anys per preparar-me per a la vida com a director".

### Carrera literària
Mentre feia de professor, va començar a escriure, publicant articles sota el pseudònim de 'nanhe' en un fòrum d'Internet anomenat 'wangmen' ("王门").
El llibre que va fer famós Xu Haofeng es va publicar l'any 2006, "逝去的武林" (Els mestres perduts). Escrit en memòria del seu mestre Li Zhongxuan, va vendre 300.000 còpies en l'espai de tres mesos. Més que ser una novel·la s'ha definit com allò que els xinesos anomenen "literatura documental històrica" (历史纪实文学).
La primera novel·la de Xu Haofeng es va publicar el, 2007 "道士下山" (Un monjo taoista descendeix de la seva muntanya).
L'octubre de 2008, la publicació de la seva tercera novel·la, " 国术馆" (The National School of Guoshu) també va obtenir un gran èxit i va ser elogiat per Mo Yan.
Al mateix temps que el seu estil s'afirma, el seu pensament es fa més complex. La seva història curta ,劫活 (Survive) té lloc al voltant d'un tauler d'escacs a la dècada de 1920. La història narra les baralles entre jugadors xinesos i japonesos, mestres de kung-fu, espies i monjos budistes. El 2010 va publicar "El Mandala de la Il·lustració" (大日坛城) i l'octubre de 2020, va publicar :"白色游泳衣" (Vestit de bany blanc).
També ha escrit contes, més lleugers i sovint tenyits d'humor, publicats en diverses revistes. Se'l considera un gran expert en arts marcials i com un erudit de tot el relacionat amb la literatura wuxia. La majoria dels seus llibres estan ambientats entre 1920 i 1940s.
En un article del 10 de juny de 2009, China Daily va anomenar les novel·les de Xu Haofeng com "una nova escola de novel·les wuxia" ("新派武侠小说").

### Carrera cinematogràfica
La seva primera pel·lícula, "The Sword Identity" (倭寇的踪迹), va ser l'única pel·lícula xinesa a competició a la secció Orizzonti de la Biennal de Venècia l'any 2011. El 2012 va rodar "Judge Archer" (箭士柳白猿) on també va dissenyar les escenes d'acció.
El juliol de 2014, va començar a filmar una gran producció: "The Master" (师父) o "The Legend of Wulin" (武林传奇). La pel·lícula es va estrenar a la Xina a mitjans de desembre de 2015, després de guanyar el premi a la millor coreografia d'acció als Premis de Cinema Golden Horse.
La seva quarta pel·lícula, "The Hidden Sword" (刀背藏身), es va estrenar al 41è Festival Internacional de Cinema de Mont-real a principis de setembre de 2017.
S'ha convertit en l'últim cineasta xinès que ha despertat l'interès occidental per les pel·lícules d'arts marcials xineses. També com a estudiós que investiga la història de les arts marcials, creu que la popularitat del kung fu a Occident ha assentat les bases per a més pel·lícules xineses d'aquest tipus.

#### Filmografia

##### Director
| Any  | Títol anglès                  | Títol xinès | Notes |
| ---- | ----------------------------- | ----------- | --- |
| 2011 | The Sword Identity            | 倭寇的踪迹  | Basada en la novel·la "倭寇的踪迹 (Wokou de Zongji)" del mateix Xu. Presentada a la secció Orizzonti de la 68a Mostra Internacional de Cinema de Venècia. Subtitulada al castellà i presentada al Lychee International Film Festival de Barcelona (2017). Programada a la 44a edició del Festival dels Tres Continents de Nantes (2022). Premi al millor guió del Hong Kong International Film Festival. |
| 2012 | Judge Archer                  | 箭士柳白猿  | Presentada al Festival Nits de cinema Oriental de Vic (2015) i al Lychee International Film Festival de Barcelona (2017) i al 7è Festival de Cinema de Roma (2012). |
| 2014 | The Master ó The Final Master | 师父        | Basada en la novel·la del mateix títol de Xu. Subtitulada al català. |
| 2017 | The Hidden Sword              | 刀背藏身    | Premiada al Festival de Cinema Mundial de Mont-real (2017) |

##### Guionista
| Any  | Títol anglès                 | Títol xinès | Director    | Notes                                          |
| ---- | ---------------------------- | ----------- | ----------- | ---------------------------------------------- |
| 2013 | The Grand Master             | 一代宗師    | Wonf Kar-wa |                                                |
| 2015 | Monk Comes Down the Mountain | 道士下山    | Chen Kaige  | Adaptació de la seva novel·la del mateix títol |